# Blanche (Paris metro)
Blanche  är en tunnelbanestation i Paris tunnelbana. Stationen ligger vid Place Blanche i närheten av Moulin Rouge och konstnärskvarteren i Montmartre. Stationen som invigdes redan 1902 trafikeras av linje 2. Den gamla entrén är bevarad med två blomliknande lampor.

## Fotogalleri

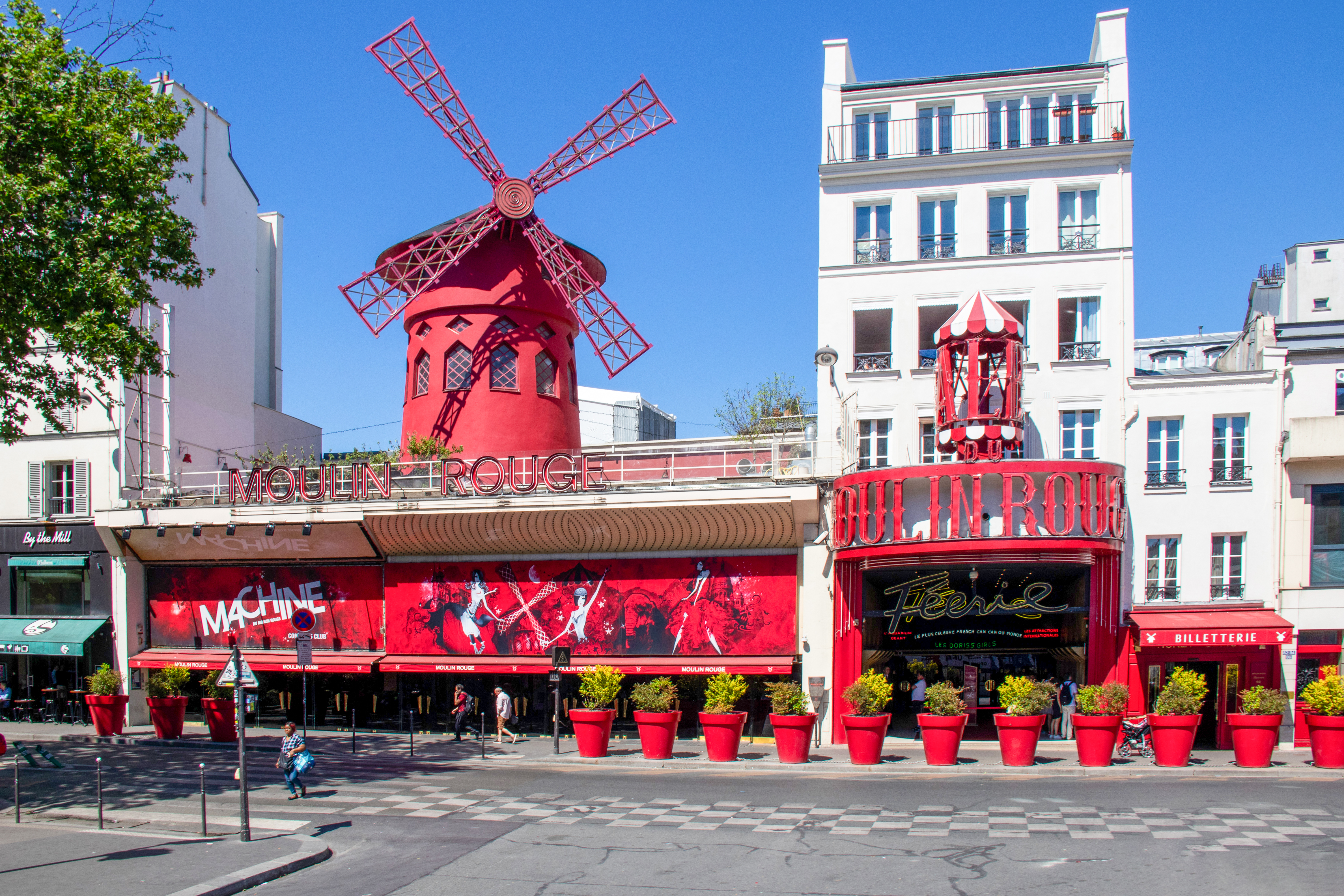
Moulin Rouge
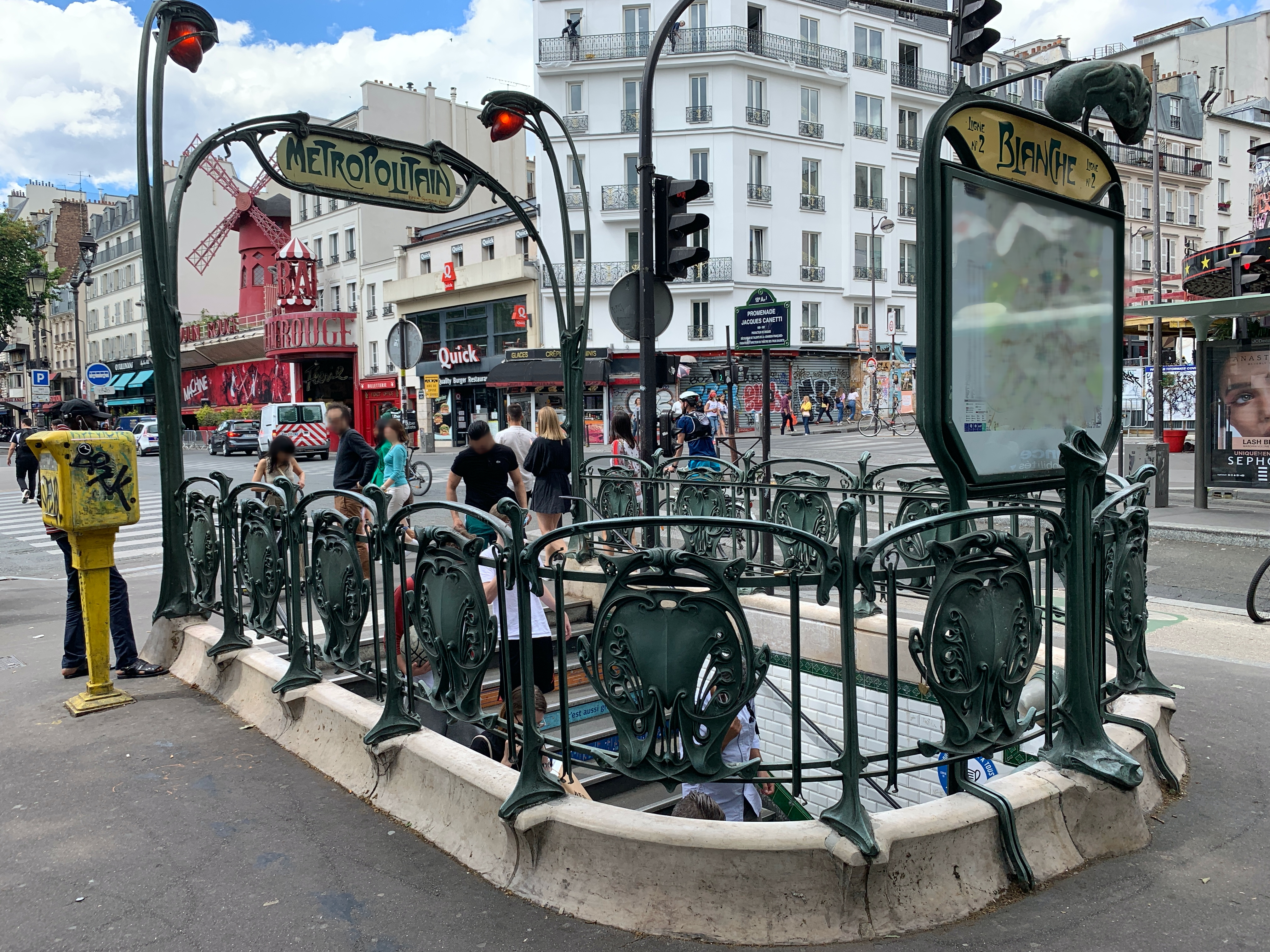
Entré med Moulin Rouge i bakgrunden
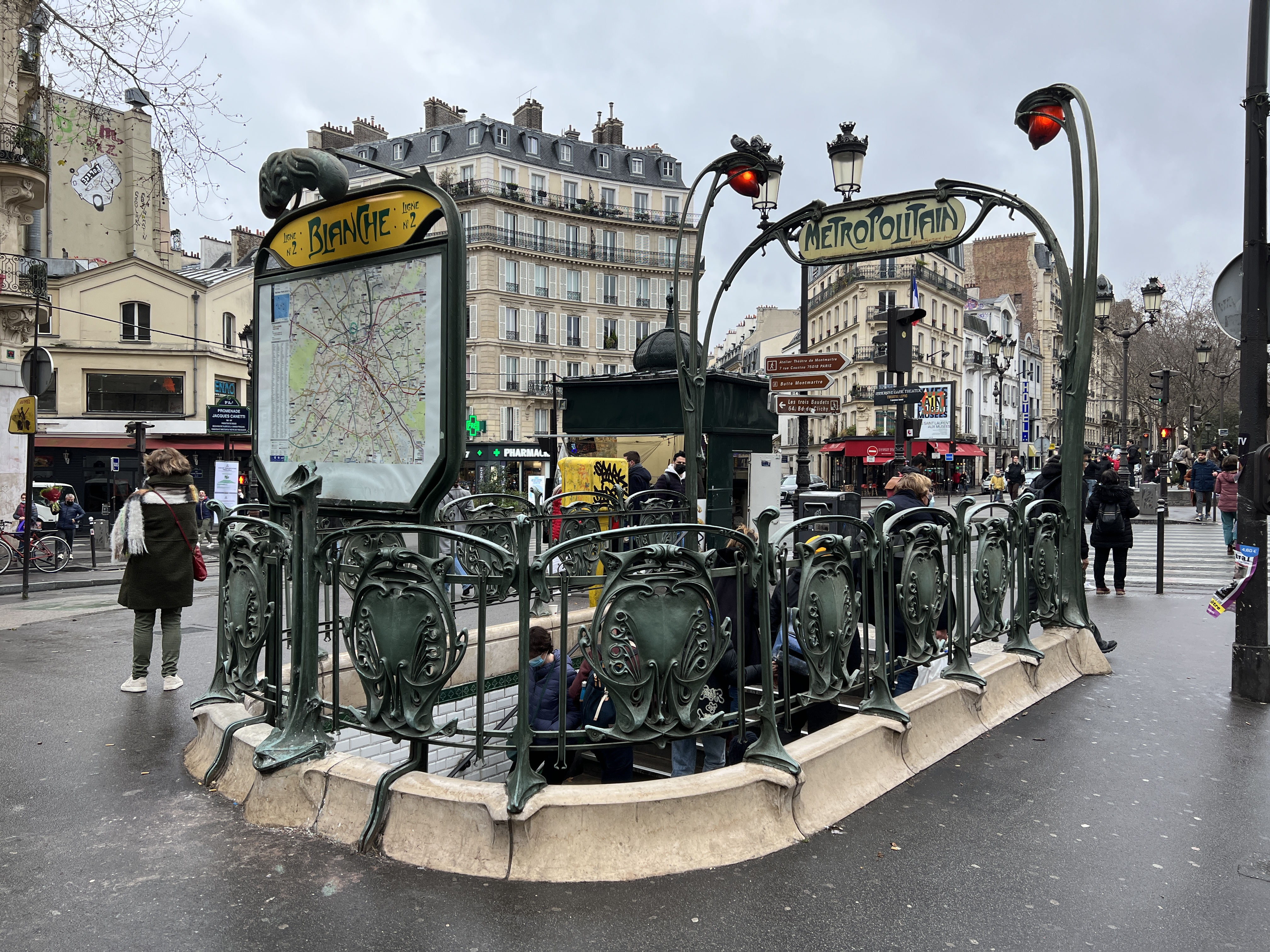
Place Blanche
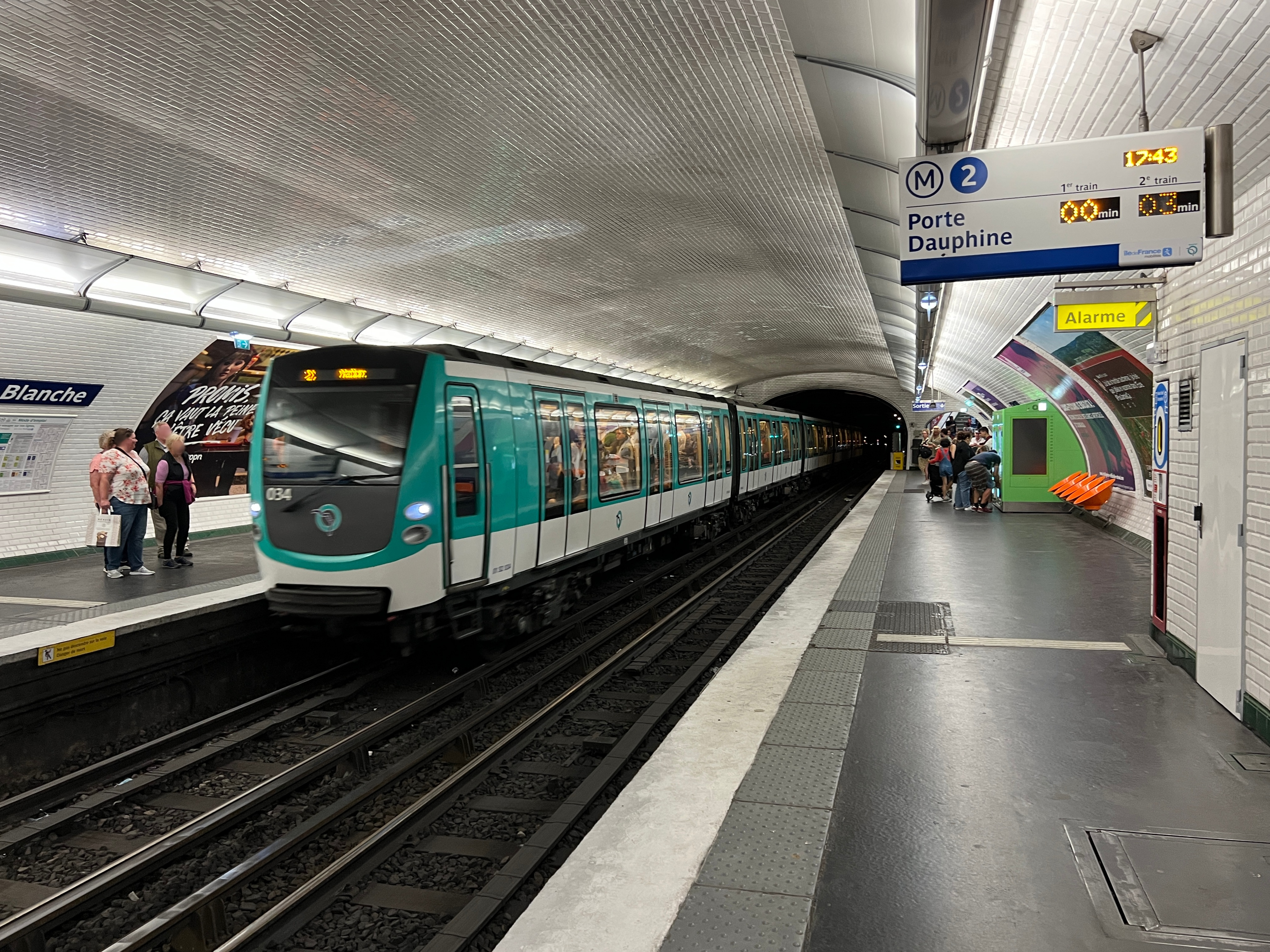
Perrong